# Cryptocarya krameri
Cryptocarya krameri är en lagerväxtart som beskrevs av Van der Werff. Cryptocarya krameri ingår i släktet Cryptocarya och familjen lagerväxter. Inga underarter finns listade i Catalogue of Life.